# كريس كليفر
كريس كليفر (بالإنجليزية: Chris Cleaver)‏ هو لاعب كرة قدم بريطاني في مركز الوسط، ولد في 24 مارس 1979 في هيتشن في المملكة المتحدة. لعب مع سينايوين يالكابالوكيرهو ونادي بيتربورو يونايتد ونادي توركو ونادي كامبريدج ستي ونادي كينغز لين.

## وصلات خارجية
- كريس كليفر على موقع قاعدة بيانات كرة القدم.إي يو (الإنجليزية)
- كريس كليفر على موقع Soccerbase.com (لاعب) (الإنجليزية)
- كريس كليفر على موقع Soccerway.com (الإنجليزية)